# Arthur Dillon (1750–1794)
Arthur Dillon (Berkshire, 3 september 1750 – Parijs, 13 april 1794) was een officier in het Franse leger, koloniaal bestuurder en politicus die diende tijdens de Amerikaanse Onafhankelijkheidsoorlog en de Eerste Coalitieoorlog. Na het bekleden van verschillende politieke functies in de beginjaren van de Franse Revolutie, werd hij in 1794 tijdens de Terreur in Parijs geëxecuteerd als royalist.

## Geboorte en afkomst
Arthur werd geboren op 3 september 1750 in Bray Wick, in het Engelse graafschap Berkshire. Hij was de tweede zoon van Henry Dillon en diens echtgenote Charlotte Lee. Zijn vader was de 11e burggraaf van Dillon.
Arthurs moeder was een dochter van George Lee, de tweede graaf van Lichfield. Hij had zes broers en zussen.

## Kolonel
Op zijn zestiende, op 25 augustus 1767, werd Arthur benoemd tot kolonel van het Dillon-regiment. Hij volgde daarmee zijn vader op, die tussen 1747 en 1767 op papier kolonel was geweest, na de dood van zijn oom Edward bij de Slag bij Lauffeld in 1747.

## Eerste huwelijk en kinderen
Op zijn achttiende trouwde kolonel Dillon met een achternicht, Therese-Lucy de Rothe (1751-1782). Ze kregen twee kinderen: George, hij stierf op tweejarige leeftijd, en Henriette-Lucy (of Lucie).
Die laatste werd door huwelijk markies van La Tour-du-Pin en gravin van Gouvernet. Ze was memoireschrijfster en schreef over de Franse Revolutie en de Napoleontische tijd.
Zijn kleinzoon, Arthur Dillon, werd eveneens militair officier en politicus.

## Amerikaanse Onafhankelijkheidsoorlog
In 1778 trad Frankrijk aan de zijde van de Amerikanen toe tot de Amerikaanse Onafhankelijkheidsoorlog. Dillon voer met zijn regiment naar het Caribisch gebied onder het bevel van Charles Henri Hector d'Estaing. In 1779 vocht hij met zijn regiment mee bij de verovering van Grenada op Britse troepen onder leiding van George Macartney. Ze landden op 2 juli en bestormden Hospital Hill, dat door de Britten als kern van hun verdediging was gekozen. Dillon leidde persoonlijk een van de aanvalseenheden. Zijn broer Henry voerde een andere aan. Macartney gaf zich op 5 juli over. Op 6 juli 1779 verscheen een Britse vloot onder admiraal John Byron voor de kust van het eiland, waarop een zeeslag plaatsvond.
In september en oktober 1779 vocht Dillon mee bij de belegering van Savannah, waar hij bevorderd werd tot de rang van brigadegeneraal. Hij en zijn regiment namen ook deel aan de invasie van Tobago, de verovering van Sint Eustatius en het beleg van Brimstone Hill. Na de overwinning op Brimstone Hill werd Dillon benoemd tot gouverneur van Saint Kitts. Na de Vrede van Parijs in 1783 werd hij gouverneur van Tobago.

## Tweede huwelijk
Na het overlijden van zijn eerste vrouw trouwde hij met Laure de Girardin de Montgérald, een rijke Franse Creoolse weduwe uit Martinique, de gravin van Touche. Uit dit huwelijk werden zes kinderen geboren, onder wie Élisabeth Françoise 'Fanny' Dillon, die later trouwde met Henri Gatien Bertrand. Het landgoed van de familie Dillon op Martinique produceerde aanvankelijk suiker en ging later over op de productie van Dillon-rum.

## Later leven en overlijden

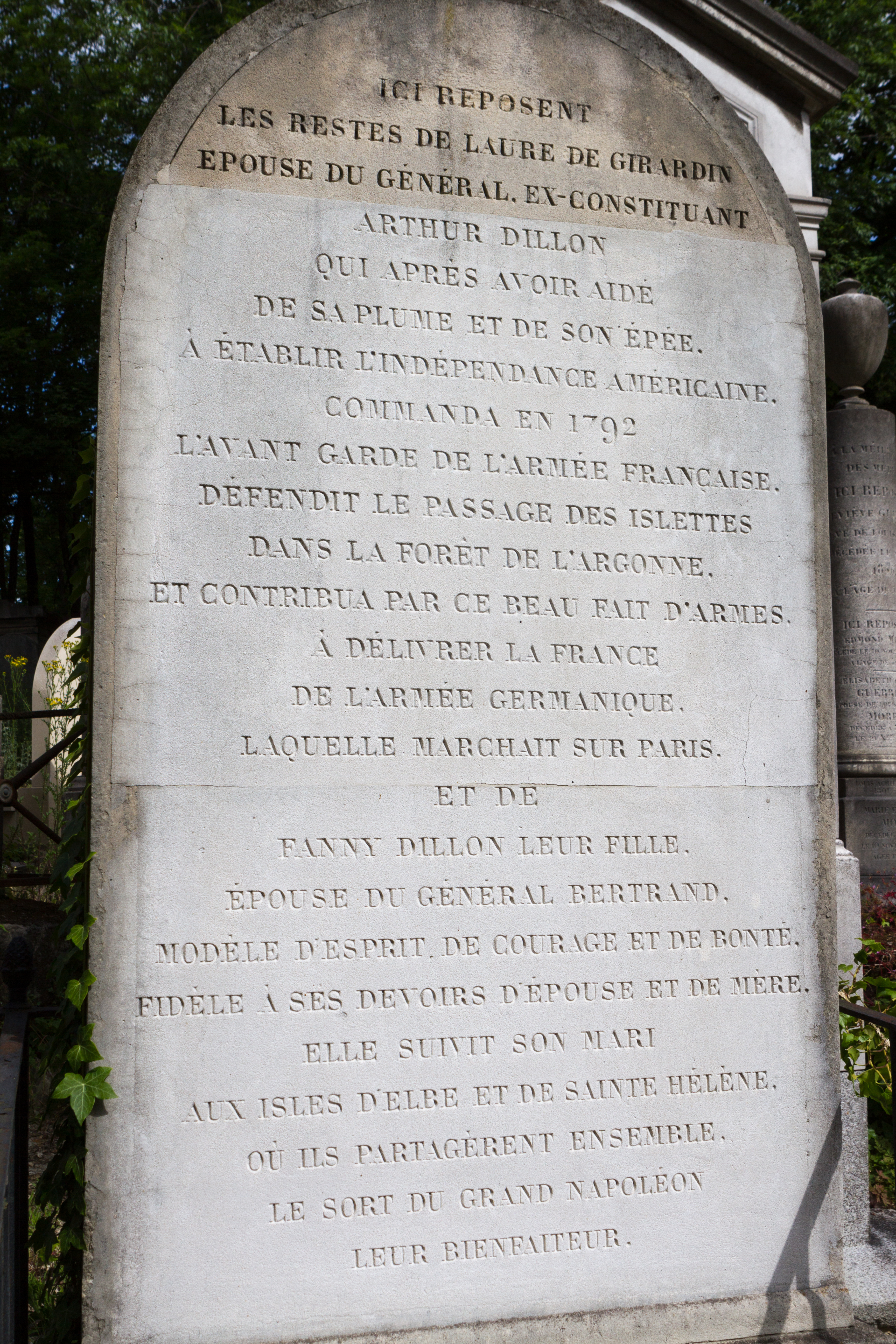
De grafsteen van Dillon op Père-Lachaise, waar hij begraven ligt bij zijn dochter Fanny.

Hij keerde terug naar Parijs om Martinique te vertegenwoordigen in de Staten-Generaal van 1789 als een democratische, hervormingsgezinde royalist.
Dillon nam militaire taken op zich in een bijzonder moeilijke periode voor adellijke officieren van het oude leger. Op 29 april 1792 werd zijn neef Théobald Dillon gelyncht door zijn eigen troepen na een kleine schermutseling. Na de Slag bij Valmy, toen Charles-François Dumouriez met het grootste deel van het leger terugkeerde naar de Belgische grens, detacheerde hij Dillon rond 1 oktober 1792 met 16.000 troepen om de kern te vormen van het Leger van de Ardennen. Twee weken later werd Dillon naar Parijs geroepen voor ondervraging en uiteindelijk gearresteerd op 1 juli 1793, ondanks een krachtige verdediging door zijn adjudant François Séverin Marceau-Desgraviers. Hij werd veroordeeld voor vermeende deelname aan een samenzwering in de gevangenis en op 13 april 1794 geëxecuteerd door de guillotine. In zijn laatste momenten beklom hij het schavot terwijl hij 'Vive le roi!' (Leve de koning) riep.

## Werken
- Compte-rendu au ministre de la guerre (Verslag aan de minister van Oorlog) (Parijs, 1792);
- Exposition des principaux événements qui ont eu le plus d'influence sur la révolution française (Uiteenzetting van de belangrijkste gebeurtenissen die de grootste invloed hebben gehad op de Franse Revolutie) (Parijs, 1792).